# عمر بن سعد
أَبُو حَفْص عُمَرُ بْنُ سَعْد بْنِ أَبِي وَقَاص الزُهْرِي القُرَشِي (23 هـ - 66 هـ) ولد في المدينة المنورة، وسكن الكوفة، وكان مع أبيه بدومة الجندل وأذرح حين حكم الحكمان؛ وهو الذي حرض أباه على حضورها ثم إن سعداً ندم فأحرم بعمرة من بيت المقدس ، تولى سنة 61 هـ قيادة الجيش الذي قتل الحسين بن علي في معركة كربلاء 

## نسبه
قال خليفة بن خياط: عمر بن سعد بن مالك بن أهيب بن عبد مناف بن زهرة بن كلاب بن مرة بن كعب بن لؤي بن غالب أبو حفص القرشي الزهري.
أمه مارية بنت قيس بن معديكرب بن الحارث بن السمط بن امرئ القيس بن عمرو بن معاوية، من كندة، يكنى أبا حفص قتله المختار بن أبي عبيد سنة خمس وستين (هـ) .

## ولادته
قال يحيى بن معين: ولد عمر بن سعد عام مات عمر بن الخطاب.

## موقفه من الفتنة نسبة لمواقف من حوله
عن مجمع التيمي، قال: كانت لعمر بن سعد إلى أبيه حاجة قال: فانطلق فوصل كلاماً ثم أتى سعداً فكلمه به، فوصله بحاجته فكلمه بكلام لم يكن يسمعه منه قبل ذلك؛ فلما فرغ قال له سعد: أفرغت يا بني من حاجتك؟ قال: نعم قال: ما كنت أبعد من حاجتك منك الآن، ولا كنت فيك أزهد مني الآن، إني سمعت رسول الله يقول: «يكون قوم يأكلون بألسنتهم كما تأكل البقر بألسنتها».
وعن عامر بن سعد بن أبي وقاص: «أن أباه حين رأى اختلاف أصحاب رسول الله وتفرقهم اشترى لهم ماشية ثم خرج فاعتزل فيها بأهله على ماء يقال له: قلها».
قال: وكان سعد من أحد الناس بصراً فرأى ذات يوم شيئاً يزول فقال لمن تبعه ترون؟ قالوا: نرى شيئاً كالطير قال: أرى راكباً على بعير ثم قال أرى عمر بن سعد قال: اللهم إنا نعوذ بك من شر ما جاء به فسلم عليه ثم قال لأبيه: أرأيت أن تتبع أذناب هذه الماشية بين هذه الجبال وأصحابك يتنازعون في أمر الأمة؟
قال سعد بن أبي وقاص: سمعت رسول الله يقول: «ستكون بعدي فتن ـ أو قال: أمور ـ خير الناس فيها الغني الخفي التقي» فإن استطعت ـ يا بني ـ أن تكون كذلك فكن. فقال له عمر: أما عندك غير هذا؟ فقال لا يا بني.
فوثب عمر ليركب ولم يكن حط عن بعيره فقال له سعد: أمهل حتى نغديك قال لا حاجة لي بغدائكم قال سعد: فنحلب لك فنسقيك قال: لا حاجة لي بشرابكم ثم ركب فانصرف مكانه.

## خلقه وسيرته بين الناس
قال أبو المنذر الكوفي: كان عمر بن سعد بن أبي وقاص اتخذ جعبة وجعل فيها سياطاً نحواً من خمسين سوطاً، فكتب على السوط عشرة وعشرين وثلاثين إلى خمسمائة على هذا العمل؛ وكان لسعد بن أبي وقاص غلام ربيب مثل ولده، فأمره عمر بشيء فعصاه، فضرب بيده إلى الجعبة فرفع بيده سوط المائة فجلده مائة جلدة. فأقبل الغلام إلى سعد دمه يسيل على عينيه فقال: ما لك؟ فأخبره، فقال: اللهم اقتل عمر وأسل دمه على عينيه. قال(أي أبا المنذر الكوفي): فمات الغلام؛ وقتل المختار عمر بن سعد.
قال عمر بن سعد للحسين: إن قوماً من السفهاء يزعمون أني أقتلك، فقال الحسين: ليسوا بسفهاء ولكنهم حلماء؛ ثم قال: والله إنه ليقر بعيني إنك لا تأكل بر العراق بعدي إلا قليلاً.
عن عبد الله بن شريك، قال: أدركت أصحاب الأردية المعلمة وأصحاب البرانس من أصحاب السواري إذ مر بهم عمر بن سعد قالوا: هذا قاتل الحسين، وذلك قبل أن يقتله.
قال علي لعمر بن سعد: كيف أنت إذا قمت مقاماً تخير فيه بين الجنة والنار فتختار النار‍!

## دوره في واقعة كربلاء
عن عقبة بن سمعان قال: كان سبب خروج عمر بن سعد إلى الحسين أن عبيد الله بن زياد بعثه على أربعة آلاف من أهل الكوفة يسير بهم إلى دستبى، وكان الديلم قد خرجوا إليها وغلبوا عليها؛ فكتب ابن زياد عهده على الري، فأمره بالخروج فخرج، فعسكر بالناس في حمام أعين فلما كان من أمر الحسين ما كان وأقبل إلى الكوفة دعا ابن زياد عمر بن سعد فقال له: سر إلى الحسين فإذا فرغنا مما بيننا وبينه سرت إلى عملك فقال له سعد: إن رأيت أن تعفيني فافعل فقال عبيد الله: نعم على أن ترد علينا عهدنا.
قال: فلما قال له ذلك قال له عمر بن سعد: أمهلني اليوم أنظر. قال: فانصرف عمر فجعل يستشير نصحاءه فلم يكن يستشير أحداً إلا نهاه.
قال: وجاءه حمزة بن المغيرة بن شعبة ـ وهو ابن أخته ـ فقال: أنشدك الله يا خال أن تسير إلى الحسين فتأثم بربك وتقطع رحمك فوالله لأن تخرج من دنياك ومالك وسلطان الأرض كلها ـ لو كان لك ـ خير لك من أن تلقى الله بدم الحسين.
فقال عمر بن سعد: فإني أفعل إن شاء الله.
وعن عمار بن عبد الله بن سنان الجهني عن أبيه قال: دخلت على عمر بن سعد وقد أمر بالمسير إلى الحسين، فقال لي: إن الأمير أمرني بالمسير إلى الحسين فأبيت ذلك عليه. قال: فقلت له: أصاب الله بك أرشدك الله، أجل فلا تفعل ولا تسر إليه.
قال: فخرجت من عنده، فأتاني آت فقال: هذا عمر بن سعد يندب الناس إلى الحسين قال: فأتيته فإذا هو جالس يندب الناس إلى الحسين فلما رآني أعرض عني بوجهه.
قال: فعرفت أنه قد عزم له على المسير إليه فخرجت من عنده.
قال: وأقبل عمر بن سعد إلى ابن زياد فقال له: أصلحك الله إنك وليتني هذا العمل، وكتبت لي العهد، وسمع به الناس؛ فإن رأيت أن تنفذ لي ذلك فافعل، وتبعث إلى الحسين في هذا الجيش من أشراف أهل الكوفة من لست بأغنى ولا أجزأ عنك في الحرب منه؛ فسمى له ناساً فقال له ابن زياد: لا تعلمني بأشراف أهل الكوفة فلست أستأمرك فينا أريد أن أبعث إن سرت بجندنا وإلا فابعث إلينا بعهدنا.
قال: فلما رآه قد لج قال: فإني سائر.

## بدء المعركة
قسم عمر بن سعد جيشه الى أربعة ارباع ربع أهل الْمَدِينَة يقودهم عَبْد اللَّهِ بن زهير بن سليم الأَزْدِيّ، وعلى ربع قبيلتي مذحج وأسد الصحابي عبد الرَّحْمَن بن أبي سبرة الجعفي ، وعلى ربع رَبِيعَة وكندة قيس بن الأشعث بن قيس، وعلى ربع تميم وهمدان الحر بن يَزِيدَ الرياحي
وأقبل شِمْر بن ذي الجوشن حاملاً رسالة من والي الكوفة إلى عمر بن سعد يخيّره فيه بين حسم الأمر أو ترك قيادة الجيش إلى شِمْر فرفض عمر بن سعد التنازل عن قيادة الجيش وقال للشمر : لَا وَلَا كَرَامَةَ لَكَ ! أنا اتولى ذلك  

فتقدم عمر بن سعد للقتال وشمر عن ساعده ورمى بسهم وقال : إشهدوا اني أول من رمى القوم , فترامى الناس بالنبال بعده 
قال أبو مخنف: حدثني المجالد بن سعيد الهمداني والصقعب بن زهير:
أنهما التقيا مراراً ثلاثاً أو أربعاً حسين وعمر بن سعد. قال: فكتب عمر بن سعد إلى عبيد الله بن زياد: أما بعد؛ فإن الله قد أطفأ النائرة، وجمع الكلمة، وأصلح أمر الأمة؛ فهذا حسين قد أعطاني أن يرجع إلى المكان الذي منه أتى أو نسيره إلى ثغر من الثغور فيكون رجلاً من المسلمين له مالهم وعليه ما عليهم أو أن يأتي أمير المؤمنين يزيد فيضع يده في يده فيرى فيما بينه وبينه رأيه وهذا لكم رضى وللأمة صلاح.
قال: فلما قرأ عبيد الله الكتاب قال: هذا كتاب ناصح لأميره مشفق على قومه نعم قد قبلت.
قال: فقام إليه شمر بن ذي الجوشن فقال: أتقبل هذا منه وقد نزل بأرضك وإلى جنبك؟ والله لئن رحل من بلادك ولم يضع يده في يدك ليكونن أولى بالقوة ولتكونن أولى بالضعف والعجز فلا تعطه هذه المنزلة فإنها من الوهن ولكن لينزل على حكمك هو وأصحابه فإن عاقبت فأنت ولي العقوبة، وإن غفرت كل ذلك لك والله لقد بلغني أن حسيناً وعمر بن سعد يجلسان بين العسكرين فيتحدثان عامة الليل. فقال له ابن زياد: نعم ما رأيت الرأي رأيك.
وعن حميد بن مسلم قال: ثم إن عبيد الله بن زياد دعا شمر بن ذي الجوشن فقال له: اخرج بهذا الكتاب إلى عمر بن سعد فليعرض على حسين وأصحابه النزول على حكمي فإن فعلوا فليبعث بهم إلى سلماً وإن هم أبوا النزول على حكمي فليقاتلهم فإن فعل ذلك فاسمع له وأطع وإن هو أبى أن يقاتلهم فأنت أمير الناس وثب عليه فاضرب عنقه وابعث إليَّ برأسه.
فأقبل شمر بن ذي الجوشن بكتاب عبيد الله بن زياد إلى عمر بن سعد فلما قدم به عليه قال له عمر: مالك ـ ويلك ـ لاقرب الله دارك قبح الله ما قدمت به عليّ والله إني لا أظنك أنت ثنيته أن يقبل ما كتبت به إليه، أفسدت علينا أمراً قد كنا رجونا أن يصلح، لا يستسلم ـ والله ـ حسين، إن نفس أبيه لبين جنبيه.
فقال له شمر: أخبرني ما أنت صانع أتمضي لأمر أميرك وتقاتل عدوه؟ وإلا فخل بيني وبين الجند والعسكر. قال: لا، ولا كرامة لك، ولكن أنا أتولى ذلك.
قال: فدونك وكن أنت على الرجال.
قال: فنهض إليه عشية الخميس لتسع مضين من المحرم.
وحدث موسى بن عامر أبو الأشعر : أن المختار قال ذات يوم وهو يحدث جلساءه: لأقتلن غداً رجل عظيم القدمين غائر العينين، مشرف الحاجبين يسر قتله المؤمنين والملائكة المقربين. قال: وكان الهيثم بن الأسود النخعي عند المختار حين سمع هذه المقالة، فوقع في نفسه أن الذي يريد عمر بن سعد بن أبي وقاص؛ فلما رجع إلى منزله دعا ابنه العريان فقال: الق ابن سعد الليلة فخبره بكذا وكذا وقل له: خذ حذرك فإنه لا يريد غيرك.
قال: فأتاه فاستخلاه ثم خبره الخبر فقال ابن سعد: جزى الله بالإخاء أباك خيراً كيف يريد هذا بي بعد الذي أعطاني من العهود والمواثيق؟
وكان المختار أول ما ظهر أحسن شيء سيرة وتألفاً للناس؛ وكان عبد الله بن جعدة بن هبيرة أكرم خلق الله على المختار لقرابته بعلي فكلم عمر بن سعد عبد الله بن جعدة، وقال له: إني لا آمن هذا الرجل ـ يعني المختار ـ فخذ لي منه أماناً ففعل وقال: فأنا رأيت أمانه وقرأته.
بسم الله الرحمن الرحيم، هذا أمان من المختار بن أبي عبيد لعمر بن سعد بن أبي وقاص: إنك آمن بأمان الله على نفسك وأهلك ومالك وأهل بيتك وولدك، ولا تؤاخذ بحدث كان منك قديماً ما سمعت وأطعت ولزمت رحلك وأهلك ومصرك، فمن لقي عمر بن سعد من شرطة الله وشيعة آل محمد وغيرهم من الناس فلا يعرض له إلا بخير؛ شهد السائب بن مالك، وأحمر بن شميط وعبد الله بن شداد وعبد الله بن كامل وجعل المختار على نفسه عهد الله وميثاقه ليفين لعمر بن سعد بما أعطاه من الأمان إلا أن يحدث حدثاً، شهد الله على نفسه وكفى بالله شهيداً.
قال: وكان أبو جعفر محمد بن علي يقول: أما أمان المختار لعمر بن سعد ((إلا أن يحدث حدثاً)) فإنه كان يريد به: إذا دخل الخلاء فأحدث.
قال: فلما جاءه العريان بهذا خرج من تحت ليلته حتى أتى حمامه، ثم قال في نفسه: أنزل داري، فرجع، فعبر الروحاء ثم أتى داره غدوة، وقد أتى حمامه فأخبر مولى له بما كان من أمانه وبما أريد منه، فقال له مولاه: وأي حدث أعظم مما صنعت؟ إنك تركت رحلك وأهلك وأقبلت إلى ها هنا؛ ارجع إلى رحلك ولا تجعل للرجل عليك سبيلاً. فرجع إلى منزله. وأتى المختار بانطلاقه فقال: كلا، إن في عنقه سلسلة سترده لو جهد أن ينطلق ما استطاع.
قال: وأصبح المختار فبعث إليه أبا عمرة وأمره أن يأتيه به فجاءه حتى دخل عليه فقال: أجب فقام عمر فعثر في جبة له، ويضربه أبو عمرة بسيفه فقتله، وجاء برأسه في أسفل قبائه حتى وضعه بين يدي المختار فقال المختار لابنه حفص بن عمر بن سعد ـ وهو جالس عنده ـ: أتعرف هذا الرأس؟ فاسترجع، وقال: نعم ولا خير في العيش بعده؛ فأمر به فقتل فإذا رأسه مع رأس أبيه، ثم إن المختار قال: هذا بحسين وهذا بعلي بن حسين رحمهما الله ولا سواء، والله لو قتلت ثلاثة أرباع قريش ما وفوا بأنملة من أنامله.
فقالت حميدة بنت عمر بن سعد وهي تبكي أباها: [من الكامل]
لو كان غير أخي قسي غره أو غير ذي يمن أو غير الأعجم
سخى بنفسي ذاك شيئاً فاعلموا عنه وما البطريق مثل الألأم
أعطى ابن سعد في الصحيفة وابنه عهداً يلين له جناح الأرقم
فلما قتل المختار عمر بن سعد وابنه بعث برأسيهما مع مسافر بن سعيد بن نمران الناعطي وظبيان بن عمارة التميمي حتى قدموا بهما على محمد بن الحنفية، وكتب إلى ابن الحنفية في ذلك كتاباً.
قتل سنة ست وستين، وقيل سنة سبع وستين.
وفي عمر بن سعد يقول أبو طلق عدي بن حنظلة العائذي: [ من الطويل]
لقد قتل المختار لا در دره أبا حفص المأمول والسيد الغمرا
فتى لم يكن كزا بخيلاً ولم يكن إذا الحرب أبدت عن نواجذها غمرا.
وهناك خلاف لدى الراويين العرب السابقون والحاليون ان عمر بن سعد تعرض للحسين ولكنه رفض قتله وكل الجيوش رفضت قتله وان من قتله شمر بن جوشن الذي خالف الجيوش التي ابتعدت عن الوقوف في وجه الحسين

## روايته للأحاديث
قال العجلي: عمر بن سعد بن أبي وقاص، كان يروي عن أبيه أحاديث. وقال في موضع آخر: تابعي ثقة.
قَال أَبُو بكر بْن أَبي خيثمة : سألت يحيى بْن مَعِين عن عُمَر بْن سعد بن أبي وقاص أثقة هُوَ ؟ فَقَالَ: كيف يكون من قتل الحسين ثقة ؟ 
روى عن أبيه قال: قال رسول الله : «دعوة ذي النون إذ دعاها وهو في بطن الحوت ((لا إله إلا أنت سبحانك إني كنت من الظالمين)) فإنه لم يدع بذلك مسلم إلا استجيب له».
وعن أبيه قال: قال رسول الله: «قتال المسلم كفر، وسبابه فسوق؛ ولا يحل لمسلم أن يهجر أخاه فوق ثلاثة أيام».
وعن أبيه قال: قال رسول الله: «عجبت لمؤمن إن أصابه خير حمد الله وشكر، وإن أصابته مصيبة احتسب وصبر؛ المؤمن يؤجر في كل شيء حتى في اللقمة يرفعها إلى فيه».
المصدر : من مختصر تاريخ دمشق لابن عساكر